# Estación Yuquerí
Estación Yuquerí est une localité rurale argentine située dans le département de Concordia et dans la province d'Entre Ríos. Elle porte le nom de sa gare ferroviaire.

## Démographie
La population de la juridiction du conseil d'administration n'a pas été comptée en 2001 car elle était considérée comme dispersée dans une zone non spécifiée. Pour le recensement de 2010, elle a été considérée comme une localité de recensement.

## Histoire
Le conseil d'administration a été créé par le décret no 3890/1992 MGJE du 13 août 1992. Ses limites juridictionnelles ont été établies par le décret no 2288/1997 MGJE du 4 septembre 1997.
Après l'élection des conseils d'administration d'Entre Ríos en 2003, Estación Yuquerí a continué à être désignée par décret du gouverneur car sa zone de compétence ne coïncide pas avec un circuit électoral.
L'Estación Yuquerí abrite l'Estación Experimental Agropecuaria Concordia de l'Instituto Nacional de Tecnología Agropecuaria.